# 구로다 시게노리
구로다 시게노리(일본어: 黒田重徳, 1887년 10월 25일 ~ 1954년 4월 30일)는 일본 제국 육군의 군인으로 태평양 전쟁 시의 필리핀 방면군 사령관으로 육군 중장이었다. 전후 A급 전범 용의자로 체포되었다.

## 생애
후쿠오카현 야나가와시의 후쿠오카 현립 중학교 전습관을 졸업하고 1909년, 육군 사관학교를 21기로 졸업했다. 같은 해 제12보병 소위, 1913년 보병 중위가 된다. 1916년, 육군 대학교를 졸업 (28기)하고 보병 제47연대 중대장이 된다. 1917년부터 1918년에 걸쳐 시베리아 출병에 종군하여 대위로 승진했다. 1922년, 영국 주재 무관으로, 1923년 보병 소령으로 승진하여, 이듬해 귀국했다.
1928년 3월 보병 제57연대 대대장이 되었고, 보병 중령이 된다. 1932년 보병 대령, 보병 제59연대장이 된다. 1935년, 인도 주재 무관으로 1937년 소장이 되어 귀국했다. 1938년 제4독립수비대 사령관이 되었고, 1939년, 중장으로 제26사단장이 된다.
1941년, 태평양 전쟁 시작되었으며 당시는 도쿄에 있는 육군 교육총감부의 본부장을 했다. 1942년 7월 싱가폴 함락 후, 남방군(총군)의 총참모장, 막료장이 되었고, 1943년 5월 19일, 제14방면군(필리핀 방면을 작전 지역으로 한) 사령관이 된다.
도조 히데키가 약속했던 필리핀의 (대동아 공영권에서의) 독립을 준비 한다. 유력자의 협력 하에 필리핀 헌법을 만들고, 호세 라우렐을 대통령으로 내세워 일본에 의한 군정을 표면상 철폐하고 같은 해 10월 14일, 필리핀 제2공화국으로 독립시켜 괴뢰정부를 수립했다.
1944년 7월 개편승격한 제14방면군 사령관이 되었지만, 9월 21일, 마닐라시와 그 주변 루손섬이 미군기의 공습을 받아 손실을 입은 이유로 9월 26일로 파면된다. 같은 해 10월에 귀국해 12월 예비역으로 편입된다.
1945년 9월 A급 전범 용의자로 체포되어 요코하마 감옥에 수감됐지만, 1947년 10월 필리핀에 연행되어 사령관 시절 필리핀에서 부하의 잔학 행위의 죄를 추궁당해 1949년 7월 B급 전범으로 마닐라 군사 재판에서 종신형을 선고 받았다.
1951년 10월 23일, 엘피디오 키리노 대통령의 특사를 받아 가석방되었고, 이듬 해 1952년 2월 귀국했다.